# Janvier 1740
Cette page présente les faits marquants du mois de janvier 1740.

## Événements
- 1er janvier : Dupleix est nommé gouverneur des ville et fort de Pondichéry[1].
- 10 janvier : en France, froid exceptionnel (-13,7° à Paris). Après un léger redoux, la température retombe à -12,6° le 10 février) ; les températures négatives durent jusqu’au 9 mars[2]. L'année sera presque aussi froide que la glaciale 1879[3],[4]